# 이탈리아 북동부
이탈리아 북동부(이탈리아어: Italia nord-orientale 또는 Nord-est)는 이탈리아의 북동부 지역을을 가리키는 말이다. 이탈리아 국립 통계 연구소(ISTAT)가 사용하는 이탈리아의 5대 공식 통계 지역 중 하나이다.

## 경제
2018년 이 지역 의 국내 총생산 (GDP)은 4,079억 유로로 이탈리아 경제 생산량의 23.1%를 차지했다. 구매력을 고려한 1인당 GDP는 34,900 유로로 같은 해 EU 27개국 평균의 116%였다.

## 같이 보기
- 이탈리아 북부
- 이탈리아 중부
- 이탈리아 남부
- 이탈리아 도서 지역